# Verbascum pseudochrysochaete
Verbascum pseudochrysochaete är en flenörtsväxtart som beskrevs av Hub.-mor.. Verbascum pseudochrysochaete ingår i släktet kungsljus, och familjen flenörtsväxter. Inga underarter finns listade i Catalogue of Life.